# 토미 도허티
토머스 헨더슨 "토미" 도허티(영어: Thomas Henderson "Tommy" Docherty, 1928년 4월 24일 ~ 2020년 12월 31일)는 스코틀랜드의 전 축구 선수이자 축구 감독이다. 스코틀랜드와 잉글랜드에서 그의 선수 생활을 했으며 스코틀랜드 축구 국가대표팀에서는 25경기에 출전하였다. 선수 생활 은퇴 이후에는 주로 잉글랜드에서 축구 감독을 하였다.